# 情夫
情夫、男寵是已婚女/男性的男性婚外情人，中国古代稱面首，俗稱小王。此類男人通常外貌好看，面相肌膚雪白，所以有「白臉」和「面首」之稱。女性包養情夫又稱為「貼小白臉」。
情夫未必是秘密的，也有公開或半公開的，例如中國古代的貴族女性如公主、太后等就常有面首，漢朝多位公主都有面首，史书记载，西汉馆陶大长公主刘嫖养董偃做面首，汉武帝见刘嫖時說：“愿谒主人翁。”指要见「主人」的「翁」（主人的男人）董偃。南朝宋的山陰公主劉楚玉更有多名面首，有些更儼如夫妻，例如漢文帝之女館陶公主劉嫖就和情夫董偃合葬於霸陵，而不是和她的丈夫合葬。十八世紀到十九世紀的意大利上層社會女性也有一種半公開的情夫（Cicisbeo），這種情夫是得到女性的丈夫同意的，只要不太過份，丈夫一般不會過份干涉。
希臘馬其頓帝國國王亚历山大大帝滅了波斯阿契美尼德帝國後，得到了阿契美尼德帝國一名波斯太監為男寵巴哥亞斯，巴哥亞斯是末代波斯王大流士三世的太監，羅馬帝國歷史學家昆圖斯將其描述為“一位美麗異常、青春正盛的太監，大流士與他關係密切，後來亞歷山大也與他關係密切。”根據普魯塔克記載，巴哥亞斯在希臘軍隊穿越格德羅西亞沙漠後贏得了舞蹈比賽。巴戈阿斯深受希臘軍隊的歡迎，他們要求國王亞歷山大親吻巴哥亞斯，亞歷山大照做了。

## 相關
- 情婦
- 第三者 (愛情)
- 外遇
- 通奸
- 炮友
- 男妓
- 娈童
- 佞幸

## 外部連結
- . 重庆晚报 (新华网). 2007年2月5日  [2007年6月20日]. （原始内容存档于2009年2月1日）.